# Gaiters de l'Université Bishop's
Les Gaiters est le nom porté par toutes les équipes sportives d'élite de l'Université Bishop's, située à Sherbrooke, au Québec (Canada).

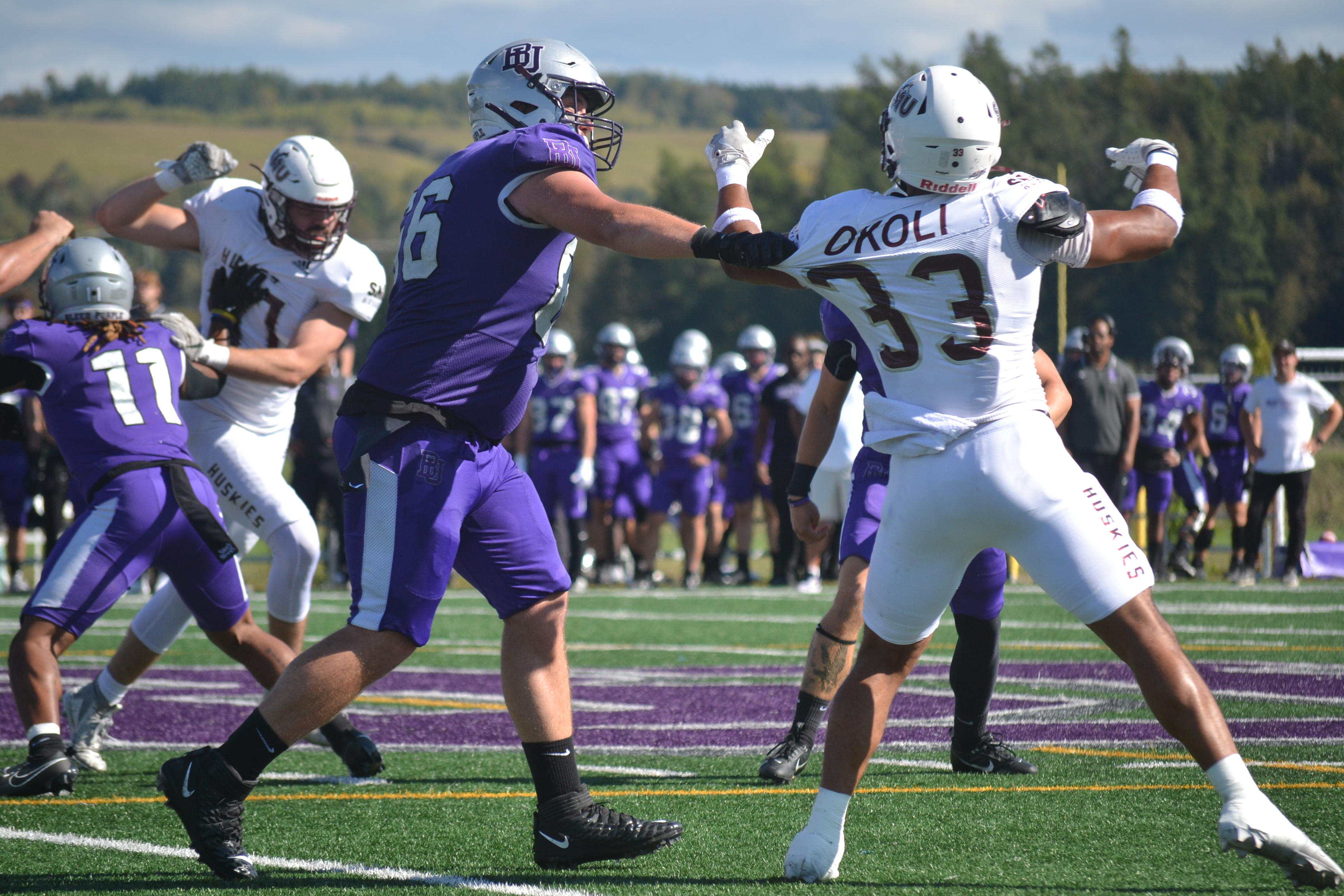
L'équipe de football de Bishop's en 2024

Les étudiants-athlètes des Gaiters défendent les couleurs de l’institution dans les compétitions du Réseau du sport étudiant du Québec (RSEQ), du U Sports et parfois internationale dont aux Universiades, communément appelées les Jeux mondiaux universitaires. La seule exception est le football canadien, dans lequel ils participent au Sport universitaire de l'Atlantique (SUA) depuis 2017. L'équipe de football canadien a d'ailleurs remporté le championnat de la SUA en 2024.
Leur domicile est le Coulter Field, un stade de 2 200 sièges.